# Kurt Frowein
Kurt Frowein (* 18. März 1914 in Wuppertal; † 27. Januar 1964 ebenda) war ein deutscher Redakteur, der zur Zeit des Nationalsozialismus als Kriegsberichterstatter und persönlicher Referent des Propagandaministers Joseph Goebbels im Reichsministerium für Volksaufklärung und Propaganda (RMVP) sowie von 1943 bis 1945 als letzter Reichsfilmdramaturg tätig war.

## Leben
Kurt Frowein, Sohn eines Bandwirkers, absolvierte die Reichspresseschule. Ab 1936 war er für kurze Zeit Redakteur bei der NS-Zeitung Der Angriff, verließ diesen aber wieder, nachdem er Wolf Meyer-Christian vorgeworfen hatte, im Juni 1936 von ihm sexuell belästigt worden zu sein. In der Folge musste Meyer-Christian u. a. aus der Partei austreten. Frowein ging anschließend als Pressereferent in die Industrie und wurde danach Redakteur beziehungsweise Schriftleiter bei der Niedersächsischen Tageszeitung.
Mit Beginn des Zweiten Weltkrieges war Frowein mit dem Überfall auf Polen dort als Kriegsberichterstatter bei der Propagandakompanie 689 eingesetzt. Mit Wilfred von Oven verfasste Frowein 1939 die NS-Propagandaschrift „Schluß mit Polen“, eine antipolnische, antisemitische und kriegstreiberische Hetzschrift, nahm wie von Oven als Kriegsberichterstatter am Westfeldzug teil und beschrieb dabei schwarze französische Soldaten als „Bestien“ und „Urwaldneger“. Nach der Kapitulation Frankreichs 1940 verfasste er das Buch „Festung Frankreich fiel“. Seine Propagandaschriften fielen dem NS-Propagandaminister Goebbels auf, der Frowein im Juli 1940 als Pressereferenten und persönlichen Referenten in sein Ministerbüro berief.
Im Juni 1943 wurde Frowein Reichsfilmdramaturg und blieb in dieser Funktion bis Kriegsende.
Seine Mutter Hedwig gründete 1948 die spätere Kurt Frowein GmbH & Co KG. Daraus entstand gemeinsam mit seiner Ehefrau Charlotte (* 1919) ein Textil- und Gummihandel (rutschfeste Badematten) in Wuppertal. Die Firma Kurt Frowein existiert heute noch (Stand: 2020).